# Intoxicação por bloqueadores dos canais de cálcio
Intoxicação por bloqueadores dos canais de cálcio é a ingestão excessiva dos medicamentos denominados bloqueadores dos canais de cálcio (BCC), tanto de forma acidental como deliberada. A sobredosagem geralmente causa diminuição do ritmo cardíaco e diminuição da pressão arterial. Esta situação pode evoluir para paragem cardíaca. Alguns BCC podem também causar aumento do ritmo cardíaco como resultado da diminuição da pressão arterial. Entre outros possíveis sintomas estão náuseas, vómitos, sonolência e falta de ar. Os sintomas geralmente manifestam-se nas primeiras seis horas, mas em alguns tipos de BCC podem-se apenas manifestar passadas 24 horas.
Existem diversas possibilidades de tratamento. Entre os métodos usados para diminuir a absorção do medicamento pelo organismo estão a administração de carvão activado por via oral, se administrado passado pouco tempo da ingestão, ou irrigação intestinal se a fórmula do medicamento era de libertação retardada. Os métodos para provocar o vómito não são recomendados. Os medicamentos para tratar os efeitos tóxicos incluem fluidos intravenosos, gluconato de cálcio, glicagina, alta dose de insulina, vasopressores e emulsão de lípidos. A oxigenação por membrana extracorpórea pode também ser uma opção.
Em 2010 foram reportados nos Estados Unidos mais de dez mil casos de intoxicação por bloqueadores dos canais de cálcio. A par dos betabloqueadores e da digoxina, os bloqueadores dos canais de cálcio correspondem a uma das maiores taxas de morte por overdose. Este tipo de medicamento começou a ser comercializado nas décadas de 1970 e 1980. São um dos raros tipos de medicamento em que um único comprimido pode causar a morte de uma criança.